# سالم العلوی
سالم العلوی (انگلیسی: Salem Al-Alawi؛ زادهٔ ۲۱ اوت ۱۹۷۲) یک ورزشکار اهل عربستان سعودی است.
از باشگاه‌هایی که در آن بازی کرده‌است می‌توان به تیم ملی فوتبال عربستان سعودی و باشگاه فوتبال الشباب عربستان سعودی اشاره کرد.
وی همچنین در تیم‌های ملی فوتبال Saudi Arabia عربستان سعودی بازی کرده است.